# Ptačí hlava

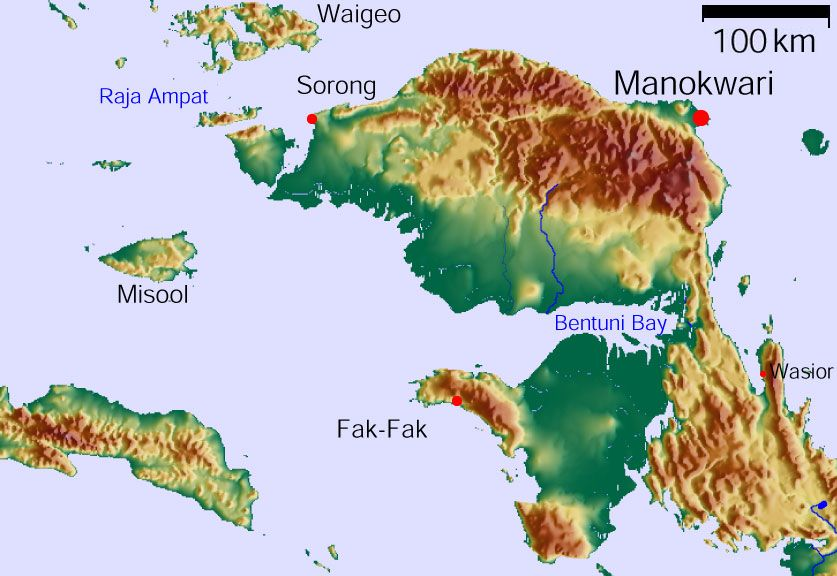
Topografická mapa poloostrova

Ptačí hlava (indonésky Kepala Burung, nizozemsky Vogelkop, také poloostrov Doberai a Rajčí poloostrov) je velký poloostrov v severozápadní části ostrova Nová Guinea. Ve vztahu ke zbytku Nové Guineje na mapě skutečně poněkud připomíná ptačí hlavu. Od zbytku ostrova je oddělen Irianským zálivem a zálivem Berau. Poloostrov je rozdělen mezi indonéské provincie Západní Papua a Jihozápadní Papua.

## Geografie
Povrch poloostrova je rozmanitý, obsahuje nížiny i vysoká pohoří – Arfacké hory dosahují výšky téměř 3000 m n. m. Na sever od Arfackých hor se nacházejí o něco nižší Tamrauské hory.

## Flóra a fauna
Celý povrch poloostrova je pokryt deštným pralesem, v nižších polohách je to nížinný tropický prales, v horách pak horské lesy. Protože Nová Guinea patří k australskému kontinentu, je zdejší fauna australského původu, vyskytují se tu vačnatci. Fauna je velmi rozmanitá a nachází se zde mnoho endemitů. Mezi zdejší endemity patří i např. rajka královská.

## Obyvatelstvo
Původními obyvateli jsou melanéští Papuánci, kteří jsou příbuzní domorodým Austrálcům. V současnosti je nicméně ostrov postupně osídlován mongoloidními Indonésany z Jávy a jiných oblastí Indonésie.
Největší města jsou Manokwari a Sorong, obě mají přes 100 000 obyvatel.